# Psihologia militară
Psihologia militară este o specializare în cadrul psihologiei care aplică știința psihologică pentru a promova pregătirea militarilor, a organizațiilor și a operațiunilor militare. Psihologii militari oferă sprijin militarilor în mai multe moduri, inclusiv prin servicii clinice de urgență, consultanță pentru comandanții militari, educarea recruților și sprijinirea instruirii militare, precum și prin cercetări relevante pentru operațiunile și personalul militar. Psihologia militară ca domeniu a început să se dezvolte din primii ani ai secolului al XX-lea. Drept dovadă, cererile și nevoile de aplicații psihologice clinice și operaționale continuă să crească constant. Există mulți factori de stres asociați cu serviciul militar, inclusiv expunerea la antrenamente periculoase și lupte. Ca atare, psihologii sunt componente critice de sprijin care îi ajută pe liderii militari să conceapă programe de instruire adecvate, să asigure supravegherea acestor programe și să îi asiste pe cei care se confruntă cu provocările pregătirii militare și cu noul stil de viață pe care îl presupun. Psihologia militară acoperă o gamă largă de domenii din cadrul armatei, inclusiv psihologia operațională, tactică și cea ocupațională. Diferențele de gen în rândul personalului militar instruit care solicită asistență pentru sănătatea mintală au fost studiate pe larg. Printre exemplele specifice se numără tulburarea de stres posttraumatic (PTSD) asociată cu lupta sau sentimentul de vinovăție și dificultățile de familie/partenerului care însoțesc detașările prelungite sau frecvente din cauza separării. Furnizorii de servicii clinice în psihologia militară se concentrează adesea pe tratamentul stresului, oboselii și a altor probleme legate de disponibilitatea personală. Războaiele anterioare, cum ar fi războiul din Coreea, războiul din Vietnam și cel de-al Doilea Război Mondial, oferă o perspectivă deosebită asupra funcționării și practicilor psihologiei militare și asupra modului în care acestea s-au schimbat și au ajutat armata de-a lungul anilor.

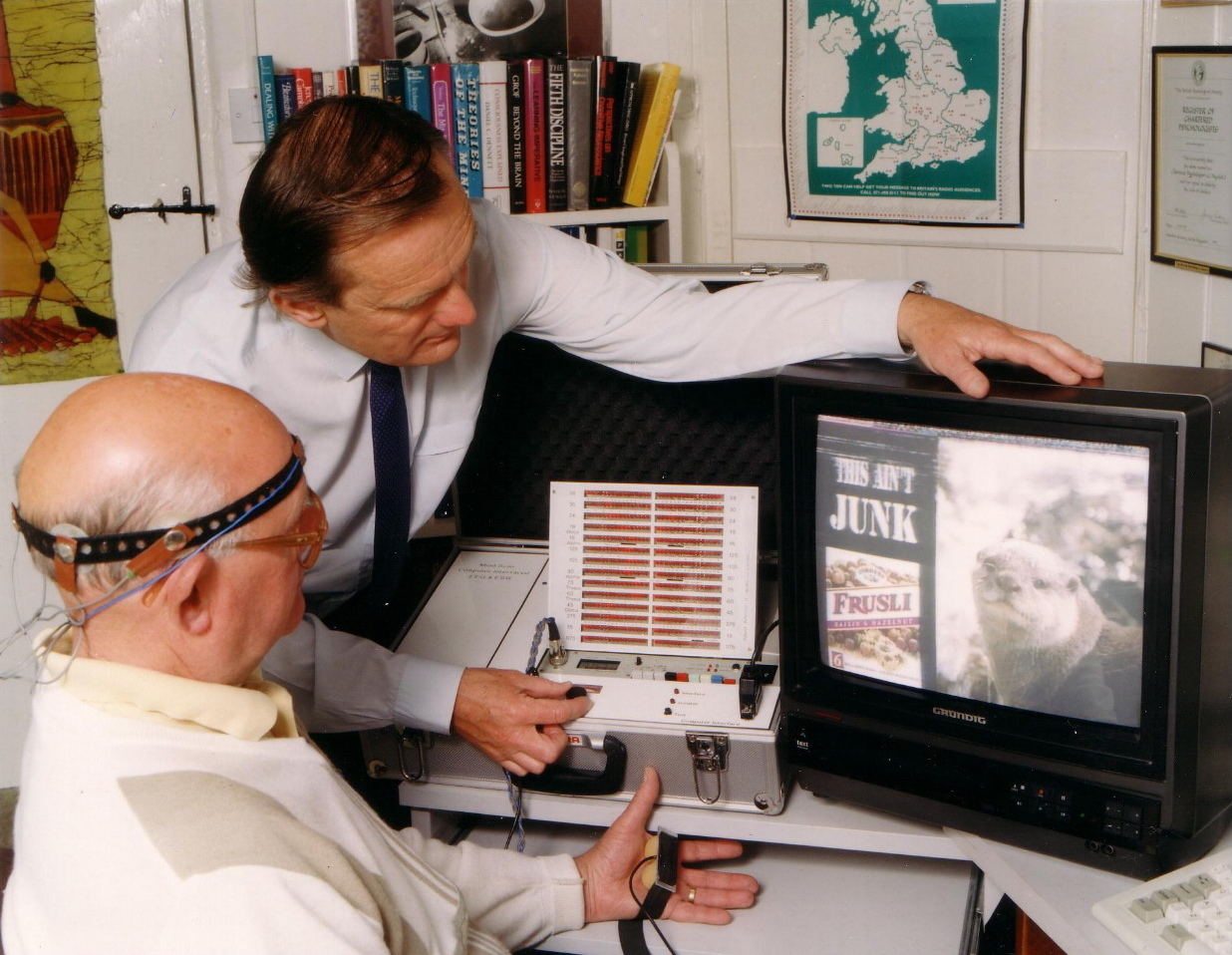
Psiholog care efectuează un test

## Rol
Armata reprezintă un grup de persoane care sunt instruite și echipate pentru a executa sarcini de securitate națională în situații unice, adesea haotice și traumatice. Aceste situații pot include fronturile de luptă, urgențele naționale, intervențiile antiteroriste, asistența medicală sau simulările de dezastru la care militarii oferă ajutor de urgență pentru populațiile gazdă, atât din statele prietenoase, cât și din cele inamice. Deși mulți psihologi pot avea o înțelegere generală în ceea ce privește răspunsul uman la situații traumatice, psihologii militari sunt specialiști cu o pregătire și o experiență unică în psihologia clinică din rândul acestei populații speciale. În timp ce membrii serviciului pot oferi ajutor direct victimelor acestor evenimente, psihologii militari oferă ajutor specializat atât membrilor armatei, cât și familiilor acestora, dar și victimelor operațiunilor militare, în timp ce fac față răspunsului sau reacției adesea „normale” la circumstanțe neobișnuite și anormale. Psihologii militari pot evalua, diagnostica, trata și recomanda serviciul militar cel mai potrivit pentru bunăstarea optimă a individului, a grupului și a organizației. Evenimentele care afectează starea mintală, reziliența sau atuurile și vulnerabilitățile psihologice ale luptătorului și ale comandamentului sunt situații în care psihologii militari sunt cei mai bine pregătiți pentru a face față provocărilor unice și pentru a oferi îngrijire și consultanță de specialitate, pentru a păstra sănătatea comportamentală a forțelor de luptă.
În plus, față de rolurile specializate menționate anterior, psihologii militari oferă adesea sprijin pentru multe activități care nu au legătură cu domeniul sănătății. De exemplu, psihologii militari își pot pune la dispoziție expertiza și pregătirea lor în materie de consultanță la negocierile pentru ostatici. Aceștia nu sunt negociatori de ostatici; cu toate acestea, ei se consultă adesea cu persoanele care comunică direct cu cei care iau ostatici, într-o manieră care urmărește siguranța și protecția tuturor celor implicați. Psihologii militari pot, de asemenea, să-și aplice cunoștințele asupra selecției și pregătirii personalului din cadrul aviației, la studiul și aplicarea antrenamentului de supraviețuire și la selecția personalului pentru sarcini militare speciale .
Un alt domeniu de activitate frecventă în rândul psihologilor militari este acela de a efectua evaluări de aptitudini pentru serviciu, în special în ocupațiile cu risc ridicat și de mare fiabilitate. Tipurile de evaluări ale aptitudinii fizice includ atât examinări de bază la intrarea în armată, cât și examinări de progres în carieră, cum ar fi cele efectuate atunci când indivizii doresc să fie promovați, să obțină un statut de autorizare superior sau să lucreze în condiții specializate, periculoase și critice pentru misiune. Atunci când comandanții operaționali devin îngrijorați de impactul operațiunilor continue, critice și traumatizante asupra celor aflați sub comanda lor, aceștia se consultă adesea cu un psiholog militar.
Evaluările de aptitudini ar putea conduce la acțiuni administrative dirijate de comandament sau ar putea furniza informațiile necesare pentru a lua decizii de către o comisie medicală sau de către un alt tribunal și trebuie să fie efectuate în mod riguros de către persoane imparțiale, cu experiența și pregătirea necesară pentru a emite o opinie profesională care este esențială pentru factorii de decizie cheie. Psihologii militari trebuie să fie bine experimentați în arta și știința psihologiei ca profesioniști specializați în practica aplicată. De asemenea, aceștia trebuie să fie generaliști foarte competenți în profesia militară și să fie capabili să înțeleagă ambele profesii suficient de bine pentru a examina comportamentul uman în contextul operațiunilor militare. Psihologul are nevoie de mai mulți ani după doctorat pentru a dezvolta expertiza necesară pentru a înțelege cum să integreze psihologia cu nevoile complexe ale armatei .
O altă utilizare foarte selectivă și ocazional frecventă a psihologiei militare este intervievarea subiecților, interogarea prizonierilor și verificarea celor care pot furniza informații cu valoare operațională sau care pot îmbunătăți rezultatele operațiunilor militare amicale sau ar reduce numărul de victime amicale și inamice. Principiile științifice ale psihologiei aplicate aici permit intervievatorului, agentului sau anchetatorului să obțină cât mai multe informații prin mijloace neinvazive, fără a fi nevoie să recurgă la măsuri active sau să riște să încalce regulile de angajare, acordurile cu națiunea gazdă, legislația internațională și militară sau să treacă pragul liniilor directoare ale Convențiilor de la Geneva la care subscriu Statele Unite și aliații lor, indiferent de statutul multor țări beligerante moderne în ceea ce privește legile internaționale și acordurile Națiunilor Unite .

## Domeniu de studiu
Obiectivele și misiunile psihologilor militari actuali au fost păstrate de-a lungul anilor, variind în funcție de concentrarea și intensitatea cercetării în fiecare sector. Nevoia de îngrijire a sănătății mintale este acum o componentă așteptată a mediilor militare cu stres ridicat . Importanța și gravitatea tulburării de stres posttraumatic (PTSD) a căpătat mai multă credibilitate decât au primit în trecut cei care au suferit de ea, fiind evidențiată în programele de tratament. În prezent, au loc examinări mai ample după participarea la misiuni pentru a se concentra asupra recuperărilor problematice care înainte treceau neobservate și netratate.

### Terorism
Terorismul și antiterorismul, managementul informațiilor și războiul psihologic sunt discipline în plină dezvoltare, cu valoare adăugată pentru aspectele aplicate ale psihologiei militare. De exemplu, spre deosebire de miturile și stereotipurile comune despre teroriștii moderni, care tind să-i înfățișeze drept indivizi cu tulburări mintale, majoritatea sunt departe de această tipologie, conform studiilor realizate de oamenii de știință din cadrul domeniului comportamental și social, care fie i-au intervievat și observat direct, fie au efectuat studii meta-analitice despre terorism și teroriști.
Teroriștii au tendința de a se număra printre cei mai bine educați din țările gazdă. Aceștia au dezvoltat adesea o ideologie rigidă, bine gândită, dar nu foarte des făcută publică sau bine articulată, care constituie fundamentul strategiei și tacticii lor. Teroriștii tulburați din punct de vedere psihologic sporesc riscul de deteriorare a rezultatelor strategice ale organizației teroriste. La fel ca în orice organizație, teroriștii cu tulburări mintale reprezintă o responsabilitate, iar liderii grupărilor teroriste sunt conștienți de riscurile pe care le prezintă acest tip de persoane. Ca orice bun lider organizațional, teroristul eficient va încerca să recruteze persoana cea mai bună pentru postul său. Este îndoielnic faptul că grupările teroriste moderne ar adopta acțiunea afirmativă și alte practici de angajare dictate de legile muncii din Statele Unite sau din alte țări occidentale.
Este important să înțelegem când și cum este aplicată eticheta de terorism din cauza impactului său psihologic, așa cum este menționat mai sus. Cauzele, obiectivele, metodologia și strategia mentalității teroriste se pretează foarte bine la o anchetă psihologică și la dezvoltarea strategiei și tacticilor utilizate pentru a o confrunta. Terorismul este o ideologie care folosește dinamica comportamentală, emoțională și cea de grup, împreună cu principiile sociale și psihologice pentru a influența populațiile în scopuri politice. Este o formă de război psihologic. Teroriștii sunt experți în utilizarea fricii, a violenței, a amenințărilor și a traumelor pentru a-și avansa agenda politică. Ei urmăresc controlul psihologic și folosesc un comportament violent pentru a determina populația să se comporte în moduri care să perturbe și să distrugă procesele politice existente și simbolurile puterii politice. Aceștia controlează oamenii prin folosirea emoțiilor primare profunde pentru a provoca o reacție și pentru a modela comportamentul.
Scopul unui terorist este de a folosi violența pentru a genera frica naturală de moarte și destrămare, pentru a o folosi la schimbarea sau modelarea comportamentul politic, pentru a controla gândirea și a modifica discursul. Psihologii militari și operaționali sunt foarte bine pregătiți și experimentați. Ei sunt experți ce au cunoștințe, competențe și abilități specializate în arta și știința profesiilor militare și psihologice, care le conferă un mare potențial în acest mediu operațional unic. 

### Psihologia operațională
Psihologia operațională este o specialitate în cadrul domeniului psihologiei care aplică principiile științei comportamentale prin utilizarea consultanței pentru a permite factorilor de decizie cheie să înțeleagă, să dezvolte, să vizeze și să influențeze mai eficient un individ, un grup sau o organizație pentru a îndeplini obiective tactice, operaționale sau strategice în domeniul securității sau al apărării naționale. Psihologia operațională este un subdomeniu relativ nou care a fost utilizat în mare parte de psihologi și oameni de știință comportamentală în sectorul militar, al serviciilor de informații și al aplicării legii (deși alte sectoare ale siguranței publice angajează psihologi în această calitate). În timp ce psihologia a fost utilizată în domenii care nu au legătură cu sănătatea timp de multe decenii, în ultimii ani s-a pus un accent sporit asupra aplicațiilor de securitate națională. Astfel de aplicații includ, de exemplu, dezvoltarea strategiei de combatere a insurgenței prin crearea de profiluri umane, interogatorii și sprijin pentru detenție, operațiuni informativ-psihologice și selectarea personalului pentru activități militare specializate sau altele de siguranță publică    .
Recent, psihologia operațională a fost supusă unei examinări minuțioase din cauza acuzațiilor de comportament lipsite de etică din partea unor practicieni care sprijină interogatoriile militare și cele ale forțelor de ordine. Ca urmare, un mic grup de psihologi și-au exprimat îngrijorarea cu privire la etica unei astfel de practici . Susținătorii psihologiei operaționale au răspuns prin oferirea unei apărări etice a unei astfel de activități. Aceștia susțin că prevederile codului etic al Asociației Americane de Psihologie sunt suficiente pentru a sprijini psihologii operaționali într-o serie de activități (care să includă interogatoriile legale efectuate de armată și de alte agenții de aplicare a legii)   .

### Psihologie tactică
Psihologia tactică este „o concentrare aprigă asupra a ceea ce fac soldații odată ce se află în contact cu inamicul... asupra a ceea ce poate face un soldat din prima linie pentru a învinge într-o bătălie”. Aceasta combină psihologia și analiza istorică (aplicarea statisticilor la datele istorice militare) pentru a descoperi cum tacticile îl determină pe inamic să înghețe, să fugă sau să se agite, în loc să riposteze. Psihologia tactică examinează modul în care tehnici, precum focul de suprimare, armele combinate sau flancare reduc voința de luptă a inamicului .

### Psihologia sănătății, organizațională și ocupațională
Psihologii militari își desfășoară activitatea într-o varietate de domenii, printre care se numără operarea clinicilor de sănătate mintală și  consiliere familială, efectuarea de cercetări pentru a ajuta la selectarea recruților pentru forțele armate, determinarea celor care vor fi mai potriviți pentru diferite specialități profesionale militare și efectuarea de analize în cadrul misiunilor umanitare și de menținere a păcii pentru a determina procedurile care ar putea salva vieți militare, precum și civile. Unii psihologi militari lucrează, de asemenea, pentru a îmbunătăți viața personalului militar și a familiilor acestora. Alții colaborează cu programe mari de politică socială în cadrul armatei, care sunt concepute pentru a spori diversitatea și egalitatea de șanse .
Programele mai moderne recurg la abilitățile și cunoștințele psihologilor militari pentru a aborda aspecte precum integrarea diverselor grupuri etnice și rasiale în armată și diminuarea cazurilor de agresiune sexuală și de discriminare. Altele sprijină angajarea femeilor în posturi de luptă și în alte funcții ocupate în mod tradițional de bărbați. Unii psihologi militari ajută la pregătirea recruților cu capacitate redusă și la reabilitarea militarilor dependenți de droguri sau a celor răniți. Aceștia sunt responsabili de testarea drogurilor și de tratamentul psihologic pentru problemele legate de stilul de viață, cum ar fi abuzul de alcool și de substanțe. S-a raportat că bărbații se complac mai mult în consumul de alcool și droguri decât femeile. Bărbații veterani care au servit în armată și în infanteria marină au prezentat o sănătate mentală mai precară decât cei din Forțele Aeriene. Printre problemele de sănătate mintală se numără PTSD, anxietatea și depresia. Acești bărbați au prezentat, de asemenea, un consum mai mare de alcool și droguri.  În vremurile moderne, sfaturile psihologilor militari sunt ascultate și luate în considerare cu mult mai multă seriozitate decât altădată în cadrul politicii naționale. În prezent, Departamentul de Apărare al SUA are mai mulți psihologi decât orice altă organizație din lume. Cu toate acestea, de la micșorarea personalului militar în anii 1990, a avut loc o reducere considerabilă asupra cercetării și a sprijinului psihologic în rândul forțele armate .

### Feminism
Femeile din rolurile militare reprezintă un domeniu de studiu care se bucură de o atenție din ce în ce mai mare. În prezent, femeile reprezintă 10%-15% din forțele armate. Pe măsură ce femeile aveau tendința de a se îndepărta de rolurile de asistență medicală și de ajutorare, se acordă tot mai multă atenție modului în care realitățile brutale ale luptei le vor afecta pe femei din punct de vedere psihologic. Cercetări interesante arată că, atunci când sunt afectate, femeile tind să ceară ajutor, mai mult decât bărbații, evitând astfel multe dintre suferințele psihice pe termen lung cu care se confruntă soldații de sex masculin după încheierea misiunii lor . Unele dintre problemele psihice pe care cercetătorii le-au analizat în ultima vreme sunt legate de relația dintre PTSD, hărțuirea sexuală și traumele sexuale . Rapoartele indică faptul că personalul militar care declară că a suferit o traumă sexuală are o probabilitate mai mare de a fi diagnosticat cu o afecțiune de sănătate mintală pe parcursul vieții (de exemplu, PTSD) în comparație cu cei din rândul civililor . Există diferențe de gen în ceea ce privește agresiunea sexuală și/sau hărțuirea în timpul detașării. Femeile au demonstrat statistic că sunt agresate sexual mai mult decât bărbații.
 O mare majoritate a militarilor refuză să apeleze la ajutor psihologic deoarece se tem de un tratament diferențiat din partea liderilor.

## Istorie

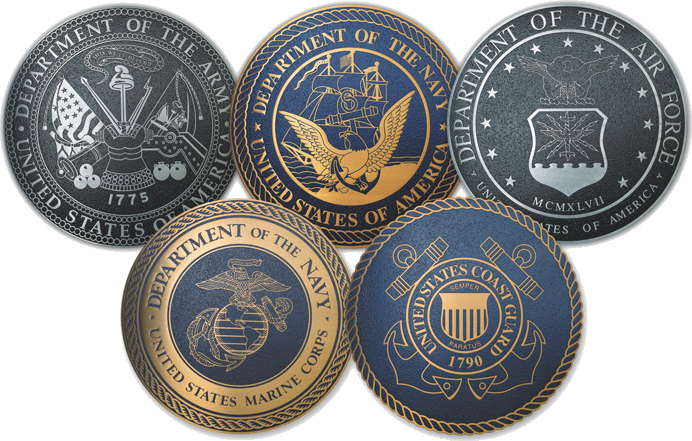
Sigiliile Forțelor Armate ale SUA

Stresul și tulburările psihologice au făcut întotdeauna parte din viața militară, în special în timpul și după război, dar domeniul psihologiei militare nu a fost întotdeauna atât de important așa cum este acum. Chiar și în prezent, este nevoie de mult mai multă cercetare și conștientizare în acest domeniu.
Una dintre primele instituții create pentru îngrijirea pacienților psihiatrici militari a fost Spitalul St. Elizabeths din Washington, DC . Cunoscut anterior sub numele de Spitalul Guvernamental al Statelor Unite pentru Nebuni. Spitalul a fost fondat de Congresul Statelor Unite în 1885 și se află în prezent într-o stare de degradare, deși este operațional, cu planuri de revitalizare programate să înceapă în 2010  .

### Munca timpurie
În 1890, James McKeen Cattell a inventat termenul de „teste mintale”. Într-un anumit moment al vieții sale, Cattell a studiat sub îndrumarea lui Wundt la Leipzig, în Germania, și a susținut cu tărie ca psihologia să fie percepută ca o știință pe picior de egalitate cu științele fizice și ale vieții . El a promovat nevoia de standardizare a procedurilor, de utilizare a normelor și a susținut utilizarea analizei statistice pentru a studia diferențele individuale. A fost de neclintit în opoziția sa față de implicarea Americii în Primul Război Mondial .
Lightner Witmer, care, de asemenea, a lucrat o perioadă de timp cu Wundt, a schimbat pentru totdeauna scena psihologiei din poziția sa de la Universitatea din Pennsylvania, când a inventat termenul de „psihologie clinică” și a schițat un program de formare și de studiu. . Acest model de psihologie clinică este încă urmat în timpurile moderne. Unsprezece ani mai târziu, în 1907, acesta a fondat revista The Psychological Clinic .
Tot în 1907, un plan de screening psihologic de rutină pentru pacienții psihiatrici spitalizați a fost dezvoltat de Shepard Ivory Franz, psiholog cercetător civil la Spitalul St. Elizabeth. Doi ani mai târziu, sub conducerea lui William Alanson White, Spitalul St. Elizabeth a devenit cunoscut pentru cercetarea și formarea psihiatrilor și a ofițerilor medicali militari. În 1911, Hebert Butts, un ofițer medical al marinei staționat la St. Elizabeth's, a publicat primul protocol pentru depistarea psihologică a recruților din marină, bazat pe munca lui Franz .

### Testele de inteligență în armata SUA
Lewis M. Terman, profesor la Universitatea Stanford, a revizuit scala Binet-Simon în 1916, redenumind-o Scala de inteligență Stanford-Binet⁠(d).  Acest test a marcat începutul „Mișcării de Testare a Inteligenței” și a fost administrat la peste 170.000 de soldați din Armata Statelor Unite în timpul Primului Război Mondial. Yerkes a publicat rezultatele acestor teste în 1921 într-un document care a devenit cunoscut sub numele de Raportul Armatei .
Inițial, testele de inteligență pentru armată au fost două: testele Army Alpha și Army Beta. Acestea au fost dezvoltate pentru a evalua un număr mare de recruți militari care erau atât alfabetizați (testele Army Alpha) cât și analfabeți (testele Army Beta). Testele Army Beta au fost concepute pentru a „măsură capacitatea intelectuală nativă”. Acesta a ajutat, de asemenea, la testarea militarilor care nu vorbesc limba engleză .
Testele standardizate de inteligență și de admitere care au fost folosite pentru fiecare ramură militară din Statele Unite s-au transformat de-a lungul anilor. În cele din urmă, în 1974, „Departamentul Apărării a decis că toate serviciile ar trebui să folosească Armed Services Vocational Aptitude Battery (ASVAB) atât pentru a selecta recruții, cât și pentru a-i repartiza în ocupații militare. Combinarea testelor de selecție și clasificare a făcut ca procesul de testare să fie mai eficient. De asemenea, a permis serviciilor să îmbunătățească potrivirea candidaților cu posturile disponibile și a permis garantarea locurilor de muncă pentru cei calificați”. Acest lucru a intrat pe deplin în vigoare în 1976 .

### Yerkes și război
Robert M. Yerkes, pe când era președinte al Asociația Americană de Psihologie⁠(d) (AAP) în 1917, a lucrat cu Edward B. Titchener și cu un grup de psihologi cunoscuți sub numele de „Experimentaliștii”. Munca lor a avut ca rezultat formularea unui plan pentru ca membrii AAP să își ofere serviciile profesionale pentru efortul din Primul Război Mondial, chiar dacă Yerkes era cunoscut pentru faptul că se opunea implicării Americii în război. S-a decis că psihologii ar putea oferi sprijin în dezvoltarea metodelor de selecție a recruților și de tratare a victimelor de război .  Acest lucru a fost încurajat, în parte, de interesul din ce în ce mai mare al Americii față de activitatea lui Alfred Binet din Franța privind măsurarea mintală, precum și de mișcarea de management științific pentru a spori productivitatea lucrătorilor .
În 1919, Yerkes a fost numit maior în Corpul Serviciilor Medicale ale Armatei SUA. Într-un plan propus ministrului general al sănătății din cadrul armatei, Yerkes scria: „Consiliul Asociației Americane de Psihologie este convins că, în actuala situație de urgență, psihologia americană poate servi în mod substanțial guvernului, în cadrul corpului medical al armatei și marinei, prin examinarea recruților în ceea ce privește deficiențele intelectuale, tendințele psihopatice, instabilitatea nervoasă și autocontrolul inadecvat”. De asemenea, în 1919, Divizia de Psihologie a Armatei din cadrul Departamentul Medical a fost înființată în tabăra de pregătire medicală de la Fort Oglethorpe, Georgia, pentru a instrui personal care să asigure testarea mintală a grupurilor mari .
Aceasta a fost epoca în care afecțiunea numită „șocul Shell” a fost studiată pentru prima dată în mod serios de către psihologi și în care au fost administrate teste standardizate de depistare pentru piloți.

### Al Doilea Război Mondial
Al Doilea Război Mondial a inaugurat o eră de creștere substanțială pentru domeniul psihologic, axată pe patru domenii majore: testarea abilităților individuale, psihologia socială aplicată, instruirea și formarea, dar și psihologia clinică . În timpul celui de-al Doilea Război Mondial, Testul de Clasificare Generală a Armatei (AGCT) și Testul de Clasificare Generală a Marinei (TCGM) au fost folosite în locul testelor Alpha și Beta în scopuri similare .
Armata Statelor Unite nu a avut un program unificat pentru utilizare a psihologilor clinicieni până în 1944, spre sfârșitul celui de-al Doilea Război Mondial. Înainte de acest moment, niciun psiholog clinician nu servea în spitalele armatei sub supravegherea psihiatrilor. Acest lucru s-a datorat opoziției psihologilor față de acest tip de serviciu și, de asemenea, rolului limitat pe care armata l-a atribuit psihiatriei. În acest moment, singurul interviu psihiatric care era efectuat pentru un număr tot mai mare de recruți militari dura doar trei minute și nu reușea decât să-i elimine pe cei cu tulburări grave. În aceste condiții, era imposibil de stabilit care recruți aparent normali vor ceda sub presiunea sarcinilor militare, iar nevoia de psihologi clinicieni a crescut. Până în 1945, existau peste 450 de psihologi clinicieni care serveau în armata americană .
Psihologia militară s-a maturizat cu mult dincolo de domeniile menționate mai sus care îi preocupau pe psihologi până în acest moment, ramificându-se în sectoare care includeau conducerea militară, efectele factorilor de mediu asupra performanței umane, informații militare, operațiuni și războaie psihologice (cum ar fi Forțele Speciale precum PSYOP ), selecția pentru sarcini speciale și influențele fondului personal, atitudinilor și grupului de lucru asupra motivației și moralității soldatului .

### Războiul din Coreea
Războiul din Coreea a fost primul război în cadrul căruia psihologii clinicieni au servit pe fronturile de peste oceane, acționând atât în spitale, cât și în zonele de conflict. Rolurile lor specifice erau imprecise, ample și destul de nedefinite, cu excepția Forțelor Aeriene ale SUA, care au furnizat descrieri detaliate ale posturilor. Forțele Aeriene au subliniat, de asemenea, testele standardizate și procedurile de evaluare a recruților care urmau să fie folosite .

### Războiul din Vietnam
În Războiul din Vietnam, au existat provocări semnificative care au blocat recurgerea regulată la psihologi pentru a acorda sprijin trupelor de luptă. Aceste echipe erau foarte mici, de regulă formate doar dintr-un psihiatru, un psiholog și trei sau patru soldați. Adesea, ofițerii medicali, inclusiv psihologii, acționau în condiții severe, cu puțină sau deloc experiență pe teren.  Cu toate acestea, psihiatria militară s-a îmbunătățit în comparație cu războaiele anterioare, care se concentrau pe maximizarea funcției și minimizarea dizabilității prin măsuri preventive și terapeutice .

### Războiul global împotriva terorismului
Un studiu realizat în 2014 asupra soldaților care au avut probleme de sănătate mintală după ce au servit în cadrul Operațiunii de Urgență din Străinătate a constatat că majoritatea dintre ei au avut simptome înainte de a se înrola .